# 澳亚艺术节
澳亚艺术节（OzAsia Festival，或简称OzAsia），是一个以亚洲为主题的艺术节，每年10月下旬到11月初在南澳大利亚州的阿德莱德艺术节中心举办两周。它展示了来自亚洲各地的戏剧、舞蹈、音乐、电影和视觉艺术，以及户外活动和美食摊位。有些年份，它还专注于亚洲的特定地区或国家。
自2017年起，该艺术节还包括了幸运饺子市场，沿着河岸设立了许多美食摊位。